# Teodora Ana Ducena Selvo
Teodora Ana Ducena (em grego: Θεοδώρα Άννα Δούκαινα; romaniz.: Theodora Dukaina Komnena; 1058-1083) foi uma princesa 
bizantina, filha do imperador Constantino X Ducas e sua segunda esposa Eudócia Macrembolitissa. Ela se tornou a esposa de Domenico Selvo, Doge de Veneza de 1075 até a sua morte em 1083.